# Ralph Firman
Ralph David Firman (* 20. Mai 1975 in Norwich, England) ist ein ehemaliger irisch-britischer Automobilrennfahrer. Er startete unter anderem 2003 in der Formel-1-Weltmeisterschaft.

## Leben

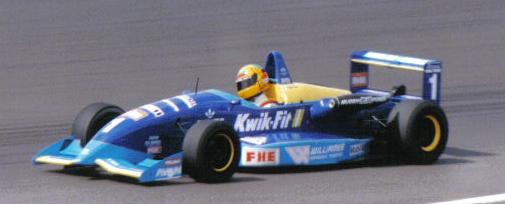
Ralph Firman in der Britischen Formel-3-Meisterschaft 1995

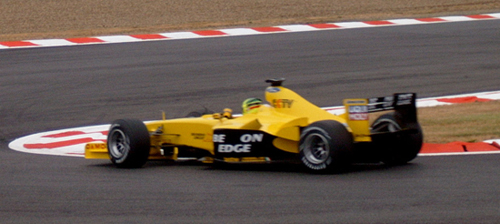
Firman im Jordan 2003

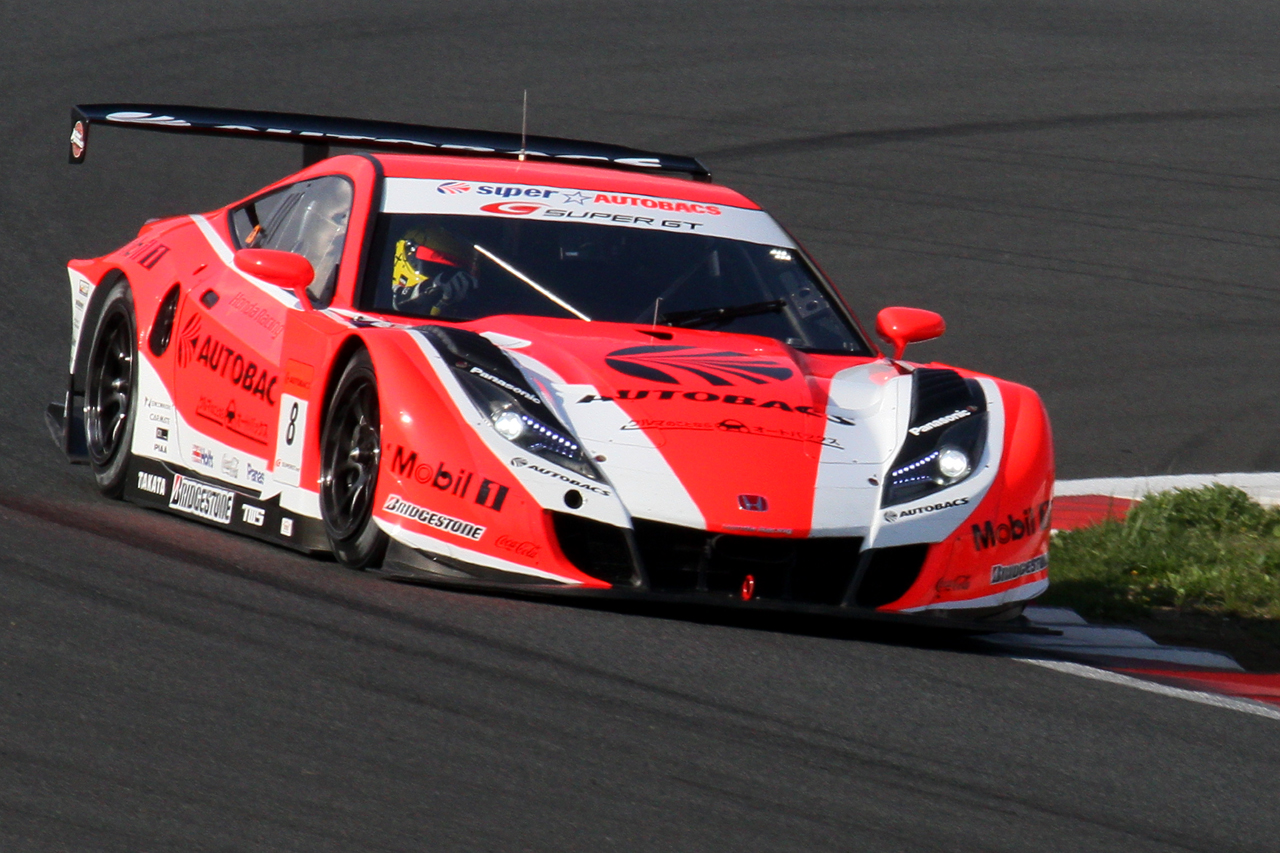
Ralph Firman in der Super GT 2010

Ralph Firman ist der Sohn von Ralph Firman Sr., der Mitgründer des britischen Rennwagenherstellers Van Diemen International. Firman besuchte die Gresham’s School in Norfolk. Obwohl eigentlich aus dem Vereinigten Königreich stammend, trat er im Motorsport die meiste Zeit über mit irischer Lizenz an.
Seine Motorsportkarriere begann er im Kartsport. 1993 gewann er die British Formula Vauxhall Junior Championship und den McLaren Autosport BRDC Award. Im nächsten Jahr trat er in der Formula Vauxhall Lotus an, bevor er 1995 in die Britische Formel-3-Meisterschaft wechselte. In seiner zweiten Saison in der Britischen Formel-3-Meisterschaft 1996 konnte er den Titel gewinnen. Außerdem gewann er auch den Macau Grand Prix. Im folgenden Jahr wechselte er in die Formel Nippon und gewann dort 2002 ebenfalls die Meisterschaft. Parallel dazu trat er 1997, 1999, 2000 und 2002 auch in der All Japan Grand Touring Car Championship an; sein bestes Ergebnis in dieser Rennserie war Platz zwei im Jahr 2002.
Anschließend startete Firman in der Saison 2003 in der Formel 1 für Jordan als Teamkollege von Giancarlo Fisichella. Sein bestes Ergebnis war der achte Platz beim Großen Preis von Spanien. Damit erreichte er einen WM-Punkt. Nach einem durch einen gebrochenen Heckflügel verursachten schweren Trainingsunfall beim Großen Preis von Ungarn, den er leicht verletzt überstand, konnte er nicht im Rennen antreten und musste auch noch beim Großen Preis von Italien pausieren. Zsolt Baumgartner vertrat ihn bei beiden Rennen. Firman absolvierte insgesamt 14 Rennen und wurde am Ende Neunzehnter der Fahrerwertung. Nach nur einem Jahr verließ er die Formel 1, da sein Vertrag nicht verlängert wurde.
Im folgenden Jahr trat er für Racing for Holland auf einem Dome S101 zusammen mit Justin Wilson und Tom Coronel beim 24-Stunden-Rennen von Le Mans an, schied aber wegen technischen Problemen aus. Außerdem bestritt er in diesem Jahr zwei Rennen in der World Series by Nissan. Von 2005 bis 2013 fuhr er für das Team Autobacs Racing Team Aguri in der Super GT und gewann dort 2007 auf einem Honda NSX die Meisterschaft in der GT500-Klasse gemeinsam mit seinem Teamkollegen Daisuke Itō. In der Saison 2005/06 und nochmals in der Saison 2007/08 fuhr er außerdem für das A1 Team Irland in der A1GP-Serie.
Nach der Saison 2013 beendete Firman seine Motorsportkarriere. Inzwischen betreibt er eine metallverarbeitende Firma in der Nähe von Snetterton. Seinen Wohnsitz hat er jedoch in Monaco.

## Statistik

### Statistik in der Formel-1-Weltmeisterschaft

#### Gesamtübersicht
| Saison | Team        | Chassis     | Motor        | Rennen | Siege | Zweiter | Dritter | Poles | schn. Rennrunden | Punkte | WM-Pos. |
| ------ | ----------- | ----------- | ------------ | ------ | ----- | ------- | ------- | ----- | ---------------- | ------ | ------- |
| 2003   | Jordan Ford | Jordan EJ13 | Ford 3.0 V10 | 14     | –     | –       | –       | –     | –                | 1      | 19.     |
| Gesamt | Gesamt      | Gesamt      | Gesamt       | 14     | –     | –       | –       | –     | –                | 1      |         |

#### Einzelergebnisse
| Saison | 1  | 2   | 3   | 4 | 5  | 6  | 7   | 8  | 9  | 10 | 11  | 12  | 13 | 14  | 15 | 16 |
| ------ | -- | --- | --- | - | -- | -- | --- | -- | -- | -- | --- | --- | -- | --- | -- | -- |
| 2003   |    |     |     |   |    |    |     |    |    |    |     |     |    |     |    |    |
| DNF    | 10 | DNF | DNF | 8 | 11 | 12 | DNF | 11 | 15 | 13 | DNF | DNS |    | DNF | 14 |    |

| Legende  | Legende            | Legende                                                          |
| Farbe    | Abkürzung          | Bedeutung                                                        |
| -------- | ------------------ | ---------------------------------------------------------------- |
| Gold     | –                  | Sieg                                                             |
| Silber   | –                  | 2. Platz                                                         |
| Bronze   | –                  | 3. Platz                                                         |
| Grün     | –                  | Platzierung in den Punkten                                       |
| Blau     | –                  | Klassifiziert außerhalb der Punkteränge                          |
| Violett  | DNF                | Rennen nicht beendet (did not finish)                            |
| Violett  | NC                 | nicht klassifiziert (not classified)                             |
| Rot      | DNQ                | nicht qualifiziert (did not qualify)                             |
| Rot      | DNPQ               | in Vorqualifikation gescheitert (did not pre-qualify)            |
| Schwarz  | DSQ                | disqualifiziert (disqualified)                                   |
| Weiß     | DNS                | nicht am Start (did not start)                                   |
| Weiß     | WD                 | zurückgezogen (withdrawn)                                        |
| Hellblau | PO                 | nur am Training teilgenommen (practiced only)                    |
| Hellblau | TD                 | Freitags-Testfahrer (test driver)                                |
| ohne     | DNP                | nicht am Training teilgenommen (did not practice)                |
| ohne     | INJ                | verletzt oder krank (injured)                                    |
| ohne     | EX                 | ausgeschlossen (excluded)                                        |
| ohne     | DNA                | nicht erschienen (did not arrive)                                |
| ohne     | C                  | Rennen abgesagt (cancelled)                                      |
| ohne     | keine WM-Teilnahme |                                                                  |
| sonstige | P/fett             | Pole-Position                                                    |
| sonstige | 1/2/3/4/5/6/7/8    | Punktplatzierung im Sprint-/Qualifikationsrennen                 |
| sonstige | SR/kursiv          | Schnellste Rennrunde                                             |
| sonstige | *                  | nicht im Ziel, aufgrund der zurückgelegten Distanz aber gewertet |
| sonstige | ()                 | Streichresultate                                                 |
| sonstige | unterstrichen      | Führender in der Gesamtwertung                                   |

### Le-Mans-Ergebnisse
| Jahr | Team               | Fahrzeug  | Teamkollege   | Teamkollege | Platzierung | Ausfallgrund |
| ---- | ------------------ | --------- | ------------- | ----------- | ----------- | ------------ |
| 2004 | Racing for Holland | Dome S101 | Justin Wilson | Tom Coronel | Ausfall     | Zündung      |